# Grecy na Malcie
Grecy (gr. Έλληνες, Ellines; malt. Griegi) są od dawna obecni na Malcie, ślady tego mogą prowadzić w starożytność. Archipelag był intensywnie hellenizowany począwszy od III wieku p.n.e., proces, który przeplatał się z chrystianizacją Malty po I wieku naszej ery. Obecność Bizancjum została przerwana przez podbój arabski w roku 870, a ocalała społeczność grecka została zislamizowana. Chrześcijaństwo maltańskie obrządku bizantyjskiego zachowało się tylko w niektórych częściach kraju, będąc szczególnie ważne na Gozo. Grupy te stanowiły podstawę dla lokalnej gałęzi prawosławnej, odrodzonej po podbojach Normanów w latach dwudziestych XII wieku. Greckojęzyczna społeczność prawosławna, choć marginalizowana przez katolicyzm, który stał się dominującą wiarą, przetrwała do XV wieku.
Grecka imigracja została wznowiona w latach dwudziestych XVI wieku, na krótko przed osiedleniem się joannitów na Malcie. Składała się głównie z uchodźców z Imperium Osmańskiego, z których setki lub nawet tysiące uciekły z Rodos. Odtworzyli oni prawosławną kolonię, przypuszczalnie podlegającą arcybiskupstwu Ochrydy, ale także włączyli w swoje szeregi greckojęzycznych katolików obrządku łacińskiego i bizantyjskiego. W ciągu pięćdziesięciu lat, wraz z nadejściem kontrreformacji, dawna społeczność zmuszona była do połączenia się z dwiema ostatnimi. Do 1600 roku prawosławni Grecy formalnie wyrzekli się, ale w różnych udokumentowanych przypadkach nadal praktykowali swoje stare obrzędy. W obliczu tego skonsolidowana społeczność katolickich Greków porzuciła swoje tradycyjne centrum w Birgu i przeniosła się do Valletty, po czym stała się podatna na asymilację z głównym nurtem etnicznym.
W XVII wieku obecność wyznawców prawosławia została również spotęgowana przez osmańskich Greków, wziętych jako niewolnicy przez maltańskich korsarzy, z których niektórzy sami byli etnicznymi Grekami; pojawiły się również nowe fale Majnotów i Etolian. Powstała społeczność, choć niewielka, uczestniczyła w propagowaniu greckiego nacjonalizmu i „planu greckiego”. Wielu miejscowych Greków poparło także francuską okupację Malty, która poprzedzała wojnę francusko-osmańską. W okresie kolonizacji brytyjskiej przywódca maltańskiej społeczności greckiej Ioannis Papafis był sponsorem greckiej wojny o niepodległość. Grecy związani z katolicyzmem lub prawosławiem pozostawali obecni przez następne stulecia, chociaż ta ostatnia społeczność była nadal nieformalnie marginalizowana przez cały XIX wiek i obecnie stanowi niewielką mniejszość.

## Wczesna obecność
Różne znaleziska archeologiczne mogą sugerować pewne powiązania między starą cywilizacją maltańską a cywilizacją minojską, a następnie Grecją mykeńską. W latach dwudziestych XX wieku antropolog L. H. Dudley Buxton wysunął wniosek, że pierwotni mieszkańcy wysp Malta i Gozo byli kreteńskimi imigrantami. Wydaje się jednak, że starożytni Grecy nie włączyli żadnej wyspy do swojej kolonizacjia Morza Śródziemnego, być może z powodu braku na nich zasobów naturalnych. Wykorzystywali Maltę w celach handlowych, ale archipelag został przejęty i skolonizowany przez Fenicjan, a następnie przez Kartaginę. Gozo to prawdopodobnie mityczna wyspa Ogygia, opisana w „Odysei”, co może świadczyć o tym, że kiedyś osiedliły się tam grupy Mykeńczyków . Główna wyspa była znana w Grecji pod nazwą „Melite” (stgr. Μελίτη); jedna z teorii głosi, że nazwa „Malta” jest pochodną greckiego słowa oznaczającego „miód” (stgr. μέλι); brane było też pod rozwagę fenickie pochodzenie nazwy wyspy .
Pomimo tego, że Malta znajdowała się pod panowaniem Kartaginy, w III wieku p.n.e., kiedy zbudowała silne powiązania handlowe z Wielką Grecją, została kulturowo zintegrowana ze światem hellenistycznym . Koncentrując się na znaleziskach w Tas-Silġ, uczony Antonio Tempio sugeruje, że archipelag był regularnie odwiedzany przez kupców z Pithekoūsai, która miała mieszaną ludność kartagińsko-grecką . Wpływy greckie zostały wzmocnione dopiero po pierwszej wojnie punickiej, kiedy Malta została przyłączona do republiki rzymskiej, stając się później, obok Grecji rzymskiej częścią Cesarstwa Rzymskiego. Tak było zwłaszcza na Gozo, gdzie znaleziska archeologiczne dokumentują szeroki obieg monet starożytnej Grecji . Kiedy język punicki był lokalnie używany jeszcze w I wieku n.e., a być może nawet później, musiał konkurować z łaciną i greką (patrz Cippi Melqarta) .
Greckojęzyczne Cesarstwo Bizantyńskie utrzymywało Maltę pod swoimi rządami od VI wieku naszej ery, a począwszy od VIII wieku chrześcijaństwo maltańskie było zorganizowane w ramach obrządku bizantyjskiego. Nieliczne dowody archeologiczne mogą sugerować, że miejscowi społeczności były pod dowództwem tourmarchoi reprezentującego tem sycylijski, ale pozostaje to sporne. Około roku 870, po zajęciu wysp i ich aneksji przez emirat Sycylii, zginęło około 3000 mężczyzn, a 3600 kobiet i 5000 dzieci padło ofiarą arabskich handlarzy niewolnikami. Pozostała społeczność grecka była prześladowana, jej biskup popadł w niewolę, a kościół zniszczony . Miejscowi Grecy w większości przeszli na islam, ale nadal mówili w swoim oryginalnym języku.
W okresie islamskiej konwersji narodził się również język maltański, który rozwinął się w dużej mierze z tzw. wschodniego arabskiego (Maghrebi Arabic) i języka sykulo-arabskiego. Średniowieczna greka pozostawiła „bardzo niewiele” lub „absolutnie żadnych śladów” w rozwoju tego języka. Istnieją jednak dowody na to, że kościół chrześcijański, prawdopodobnie bizantyjski, nadal przetrwał na Gozo, choć został odcięty od kontaktów z innymi częściami Europy. Relacja historyczna pochodząca od Al-Qazwiniego sugeruje, że w XI wieku katepanat Italii próbował przywrócić bizantyjskie panowanie nad Maltą. Ta próba została udaremniona, gdy Arabowie zgodzili się wyzwolić swoich niewolników, którzy przyłączyli się do obrony wysp przed chrześcijanami. Niemniej jednak pochodzenie etniczne tych mężczyzn pozostaje niejasne.

## Diaspora normańsko-bizantyjska i rodyjska

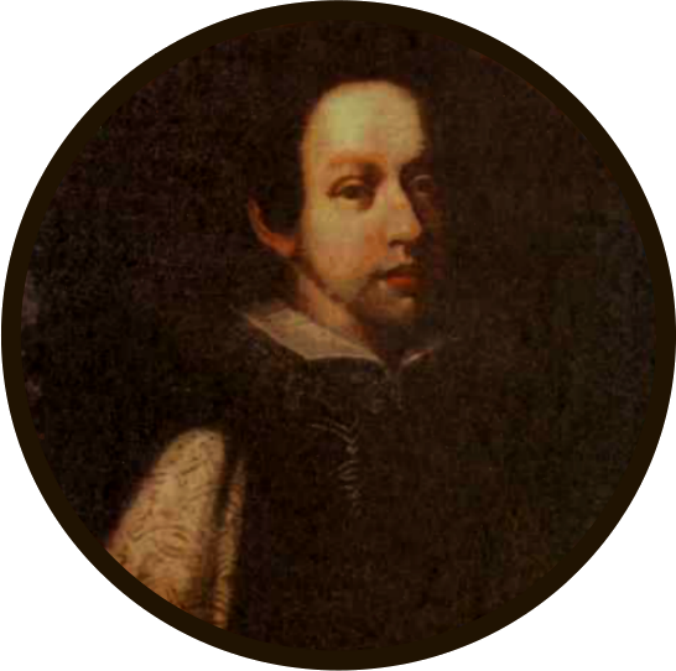
Domniemany portret Jakuba Heraklida (Basilicus Melitensis), eksponowany w Birgu

Po podboju południowej Italii przez Normanów w latach 20. XII wieku Malta została połączona z hrabstwem, a następnie królestwem Sycylii, i jako taka została włączona do normańsko-bizantyjskiej strefy kulturowej. Nowi władcy uwolnili i odesłali do domu tych chrześcijańskich niewolników, którzy wciąż przebywali na wyspach, ale przywieźli także ze sobą wielu Greków, których liczba była nieproporcjonalnie duża w marynarce normańsko-sycylijskiej. Podczas krótkiego istnienia normańskiego królestwa w Afryce greccy administratorzy brali udział w poskramianiu piratów arabskich. Wiersz greckiego zesłańca na Maltę, prawdopodobnie z roku około 1150, lamentuje, że ludność nadal jest w większości muzułmańska, oraz wyraża uznanie dla Normanów za ich wysiłki nawrócenia ich.
Pod koniec tej kampanii, którą można wiarygodnie datować na XIII wiek, maltańscy Arabowie i greccy muzułmanie na ogół przeszli na katolicyzm. Istnieją jednak dowody na to, że przynajmniej niektórzy maltańscy Grecy opowiedzieli się za Kościołem prawosławnym (patrz Wielka schizma wschodnia). Niektóre skryte sanktuaria mogą wskazywać, że mnisi bazylianie, być może związani z prawosławiem, działali na Malcie. Nekrolog znaleziony w 2012 roku wspomina o Nicólaos Protopapàs Máltes (zm. 1230). Jego greckie nazwisko, które można odczytać jako „Protopop”, może sugerować, że prawosławie zachowało strukturę kościelną. W latach 60. XII wieku Sycylia i Malta stały się część osobistego imperium zbudowanego przez Karola I. Według antropologa Stefana Goodwina, w tym okresie „chwiejący się pluralizm religijny nadal istniał w tym sensie, że prawosławni chrześcijanie, żydzi i muzułmanie nadal stanowili znaczną mniejszość populacji”. Rdzenne greckie prawosławie na Malcie prawdopodobnie wymarło w połowie XV wieku.
W tym kontekście pojawiły się inne grupy Greków. W lipcu 1401 r. Korona Aragonii (obejmująca Sycylię i Maltę od 1409 r.) zakazała wyzwalania greckich, czerkieskich, albańskich, ruskich, bułgarskich i wołoskich niewolników. Od XVI wieku większość Greków, którzy przybyli na Maltę, zrobiła to w wyniku wysiedlenia ich przez Imperium Osmańskie. Po oblężeniu w roku 1522, rycerze szpitalnicy zostali przepędzeni z Rodos i otrzymali w posiadanie Maltę. Rodyjscy Grecy poszli tam za nimi w liczbie setek lub nawet od 3000 do 5000 osób (do 20% całej populacji). Ogólnie rzecz biorąc, większość migrantów była początkowo prawosławna – jednak mieszkańcy Rodos najprawdopodobniej byli katolikami obrządku łacińskiego i bizantyjskiego.
Prawosławni i katoliccy Grecy z Malty i okupowanego przez Maltę Trypolisu otrzymali przywilej handlu z państwami muzułmańskimi i zintegrowali się handlowo z większą diasporą grecką. Jednocześnie greccy marynarze przyczynili się do narodzin maltańskiego kaperstwa. Już w latach trzydziestych XVI wieku archipelag był domem dla dobrze prosperujących greckich kupców maltańskich Sydero Metaxí i Stammato Galanti. Prawosławni Rodyjczycy osiedlili się na Malcie – wśród nich ksiądz Angelo Metaxí i zamożna rodzina Fundomali z Birgu. Wśród katolickich potomków tej rodyjskiej diaspory był poszukiwacz przygód Iacob Heraclid. Urodzony w Birkirkarze w 1527 roku, pretendował do tronów Samos i Chios, a ostatecznie służył jako książę Mołdawii we wczesnych latach sześćdziesiątuch XVI wieku. Rozpropagowane i częściowo zniekształcone przez szpitalników relacje z kariery Heraklida pozostawiły ślady w literaturze i maltańskiej i historiografii.

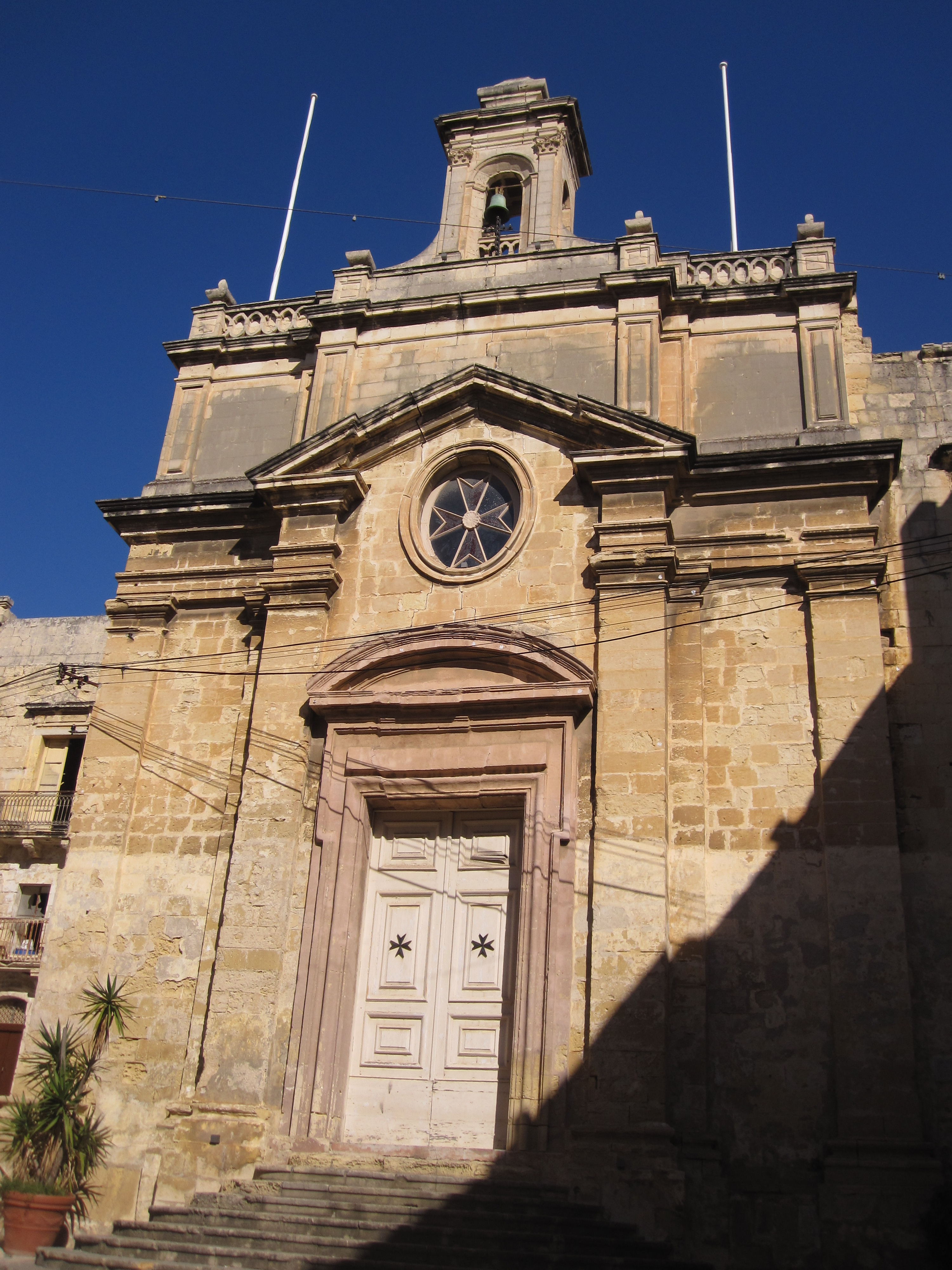
Były kościół Matki Bożej z Damaszku, pierwotnie centrum społeczności obrządku bizantyjskiego

Z czterema kościołami parafialnymi wymienionymi we wczesnych dokumentach Birgu pozostało ośrodkiem greckiej imigracji z Rodos. W 1565 roku, podczas Wielkiego Oblężenia Malty, Grecy z tego miasta dołączyli do kompanii milicji złożonej głównie z maltańskich mieszkańców . Po przeniesieniu stolicy joannitów z Birgu do Valletty, Greccy konwertyci zostali zaproszeni do osiedlenia się w tym ostatnim, i otrzymali tam kościół św. Mikołaja . Pomimo tego, że Malta była państwem katolickim, była nieco tolerancyjna wobec obecności wyznawców prawosławia, a do roku 1621 grecko-prawosławna wspólnota na archipelagu nawiązała bezpośrednie kontakty z Patriarchatem Konstantynopola. Jest prawdopodobne, że Malta i Gozo odezwały się do arcybiskupa Ochrydy poprzez sufragana urzędującego w Agrigento.

## Inkwizycja i asymilacja
W epoce kontrreformacji starania o wchłonięcie tej kongregacji przez katolicyzm stały się bardziej systematyczne. Grecy, którzy nadal byli prawosławni, wielokrotnie składali przysięgi unii z katolicyzmem jako wspólnota obrządku bizantyjskiego, ale pozostały one formalne. W latach siedemdziesiątych XVI wieku kardynał Giulio Antonio Santoro i rzymska inkwizycja odnotowali, że greccy „heretycy” opierali się takim próbom, biorąc swoje krzyżmo wyłącznie od ich „orientalnego prałata”. W roku 1575 w Birgu było 74 grekokatolików. Ich proboszcz, Emmanuel Metaxí, rozgniewał katolickich zwierzchników, pomijając odniesienia do Filioque i ignorowanie kalendarza gregoriańskiego . Inni Grecy obrządku bizantyjskiego byli ścigani za podobne przestępstwa związane z kalendarzem, co skłoniło księdza Constantina Sguro do zwrócenia się o poradę do Stolicy Apostolskiej. W innym przypadku pięć córek greckiego księdza zostało formalnie zbadanych przez Inkwizycję po oskarżeniach, że praktykowały czary przy użyciu krzyżma. W roku 1600 Metaxí przekazał kaplicę Matki Bożej z Damaszku mnichom z Kościoła Synaju; co niezwykłe, przekazanie to zostało kontrasygnowane przez katolickiego arcybiskupa Tomása Gargallo. Mnisi, którzy również zaspokajali potrzeby Greków w Bormli, przypuszczano, że byli konwertytami na katolicyzm, ale później okazało się, że pomijają Filioque.
Obecność Greków była chwilowo wzmacniana przez inne czynniki. Przed rokiem 1580 szpitalnicy maltańscy organizowali najazdy kaperskie na osmańską Trypolitanię i Lewant, przyciągając pewną liczbę katolickich greckich ochotników — być może aż 5% wszystkich korsarzy. Trend ten był nadal widoczny w latach trzydziestych XVII wieku, kiedy Grecy stanowili znaczną część maltańskiej społeczności marynarzy, szacowanej na 20% czynnej zawodowo populacji  Podczas „złotego wieku piractwa” Malta rozwinęła się jako centrum handlu niewolnikami, które było zaopatrywane głównie w jeńców muzułmańskich. W latach 1550–1600 około 20% jeńców było chrześcijanami, w tym wielu Grekami; polityka polegała na uwolnieniu większości niemuzułmanów, ale w praktyce niektórzy Grecy nadal byli przetrzymywani jako niewolnicy . W XVII i XVIII wieku marynarze spod znaku krzyża maltańskiego regularnie atakowali statki osmańskiej Grecji, ponieważ były one generalnie prawosławne (a zatem „schizmatyckie”) . W tej sytuacji w wielu przypadkach greccy jeńcy zaczęli deklarować się jako katolicy, aby uzyskać wolność . W 1674 roku Stolica Apostolska zezwoliła na sprzedaż prawosławnych niewolników pod warunkiem, że byli to poddani osmańscy.
Uważa się, że również w latach siedemdziesiątych XVII wieku na archipelagu maltańskim osiedliło się kilkaset Majnotów. Według Buxtona „rasowy” wpływ Majnotów był szczególnie uderzający w okolicach Żurrieq. W międzyczasie grecka społeczność katolicka w Birgu podupadła jeszcze bardziej i stała się na tyle mała, że mogli jej służyć księża z Floriany. Greccy katoliccy parafianie z Valletty nie są wymienieni w spisie ludności (lub Status Animarum) z lat 80. XVII wieku z niejasnych powodów, ale prawdopodobnie mieli bardziej prosperującą społeczność. Jednak ta grupa stała się szczególnie podatna na asymilację, przyjmując obrządek łaciński, a z czasem tożsamość maltańską. Już przed 1670 rokiem maltańscy absolwenci Papieskiego Kolegium Greckiego często wybierali kapłaństwo w obrządku łacińskim. W 1708 roku było zarejestrowanych w Valletcie tylko dziewięciu młodych katolików obrządku bizantyjskiego; do zlatynizowanych Greków tego okresu należał Gioacchino Loretta, znany malarz barokowy.
Według historyka Kateriny Papakonstantinou, przed rokiem 1723 „kapitanowie z Missolungi stanowili jedyną grecką obecność na wyspie [Malcie]”, kiedy to „flaga Malty często powiewała na greckich statkach, zwłaszcza tych z Missolungi, aby zapewnić im łatwy dostęp do portów Europy Zachodniej”. Później w XVIII wieku Malta stała się celem żeglarzy z całego archipelagu Wysp Egejskich. Chwilowa obecność kolonii greckiej w południowo-zachodniej części Mdiny w tym czasie nadała nazwę pobliskiej Bramie Greków. Bujny obszar poza Rabatem jest tradycyjnie znany jako „Wied ir-Rum”, co Giovanni Francesco Abela przetłumaczył jako Valle de' Christiani Greci („Dolina greckich chrześcijan”).

## Epoka napoleońska

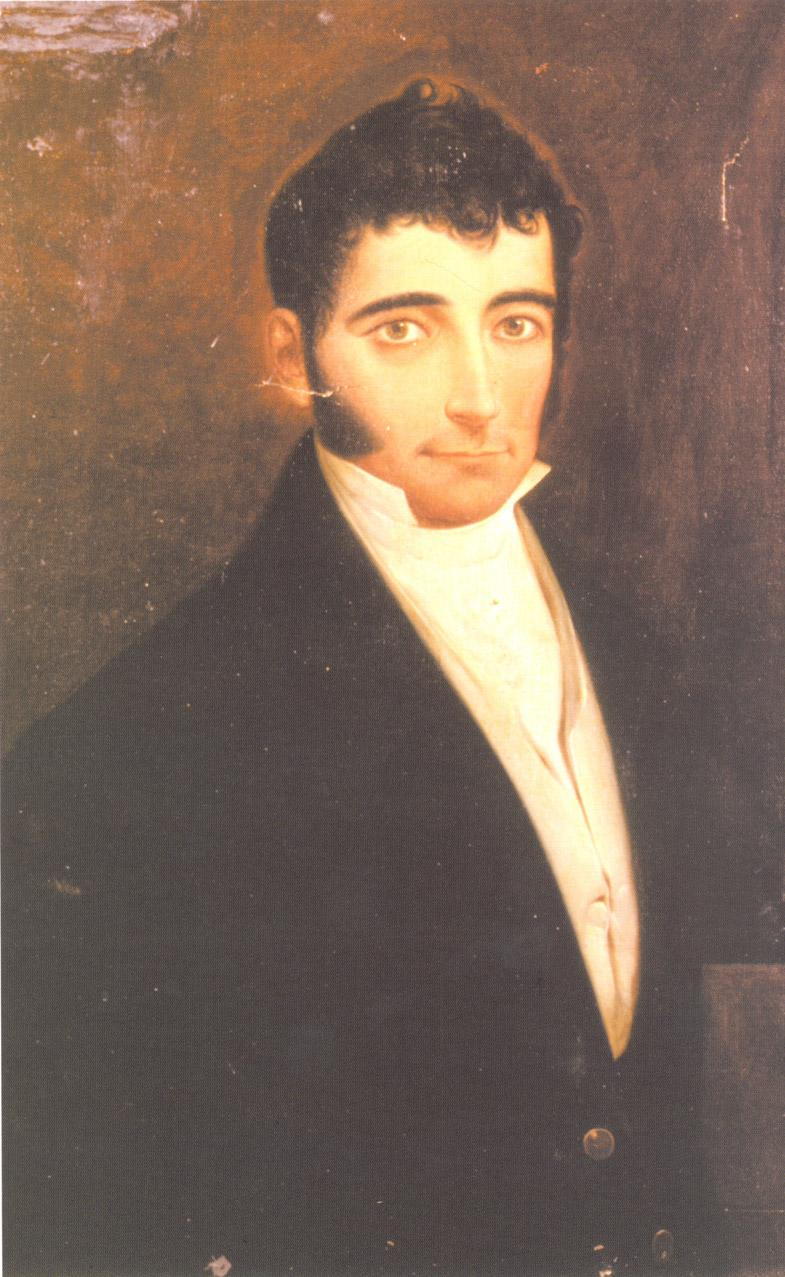
Portret Ioannisa Papafisa

Począwszy od lat sześćdziesiątych XVIII wieku joannicka Malta stała się przedmiotem zainteresowania Imperium Rosyjskiego, które zwiększyło swoją obecność na Morzu Śródziemnym, a nawet próbowało narzucić swoje rządy. Wysłannik grecko-rosyjski Antonio Psaro, wynegocjował przed rokiem 1789 porozumienie między Zakonem a Rosjanami, integrując Maltę z „planem greckim”. Takie manewry pogłębiły przepaść między szpitalnikami a Republiką Francuską. W czerwcu 1798 roku francuska okupacja Malty zakończyła rządy joannitów. Grecy z Malty byli podobno entuzjastycznie nastawieni do tego wydarzenia, wierząc, że jest to preludium do wyzwolenia Grecji.
Na rozkaz Napoleona 2000 niewolników wciąż obecnych na Malcie zostało wyzwolonych. W swoich proklamacjach podziękował Grekom za ich lojalność i zakazał kapłanom obrządku łacińskiego pełnić służbę w „kościołach greckich”. Wydano jednak wyraźny rozkaz egzekucji Greków, którzy utrzymywali stosunki z Imperium Rosyjskim. Podczas gdy Francuzi uwikłali Turków Osmańskich w wojnie, próbę wskrzeszenia joannitów jako zakonu prawosławno-katolickiego podjął car Paweł I  . Uczestnicząc w tym projekcie, Jean-Baptiste Antoine de Flachslanden zaproponował utworzenie langue dla greckich emigrantów. Jednak jego projekt zakładał również przeniesienie siedziby Zakonu do austriackiej Dalmacji.
500 Greków i niektórzy „nielojalni Maltańczycy” nadal pomagali oblężonej francuskiej armii rewolucyjnej podczas powstania we wrześniu 1798 roku. Nastąpiła brytyjska okupacja Malty, która ustanowiła Protektorat Malty (nominalnie podlegający królestwu Neapolu). W tym czasie osmańscy Grecy byli wśród żołnierzy wziętych do służby w forcie Ricasoli; byli wówczas uczestnikami buntu Froberga w kwietniu 1807 roku. Bunt został brutalnie stłumiony, ale nie przed próbami w mediacji z udziałem miejscowych księży greckich.
Wraz z ustanowieniem kolonii Malty w ramach Imperium brytyjskiego, prawosławni Grecy ponownie zaznaczyli swoją obecność na wyspach. W 1816 roku ustanowili kościół św. Jerzego w Valletcie, zmieniając przeznaczenie zwykłego XVII-wiecznego budynku. Church Mission Society odnotowało, że w latach 1810–1819 liczba greckich prawosławnych „cudzoziemców” na Malcie spadła z 12 000 (największa mniejszość etniczna, wyprzedzając 7 000 żydów), do „bardzo małej liczby”. Parafianie katoliccy, którzy identyfikowali się jako Grecy, stanowili podobnie niewielką liczbę. W 1806 roku tylko 76 osób zarejestrowało się w bizantyjskich kościołach katolickich na całym archipelagu.
Wraz z końcem wojen napoleońskich nastąpiło na Morzu Czarnym odrodzenie handlu pszenicą, a greckie firmy stały się jego głównymi graczami, tworząc przedstawicielstwa w portach maltańskich. Życie społeczności greckiej przeżyło niewielkie odrodzenie podczas greckiej wojny o niepodległość, kiedy wydarzenia takie jak masakra na Chios popchnęły niektórych, w tym armatora i spiskowca politycznego Alexandrosa Kontostavlosa, do szukania schronienia na wyspach maltańskich. Nowo proklamowana Republika Grecka zdołała założyć konsulat na Malcie, ale pozostał on w dużej mierze nieaktywny . W tym czasie szczególnie ważnym greckim migrantem był pośrednik Ioannis Papafis, pochodzący z Salonik, który przeniósł się na Maltę w 1818 r. Aż do śmierci w 1886 roku Papafis wniósł znaczący wkład w lokalną społeczność; udzielał także pomocy finansowej Republice Greckiej, a później królestwu Grecji.

## Społeczność współczesna

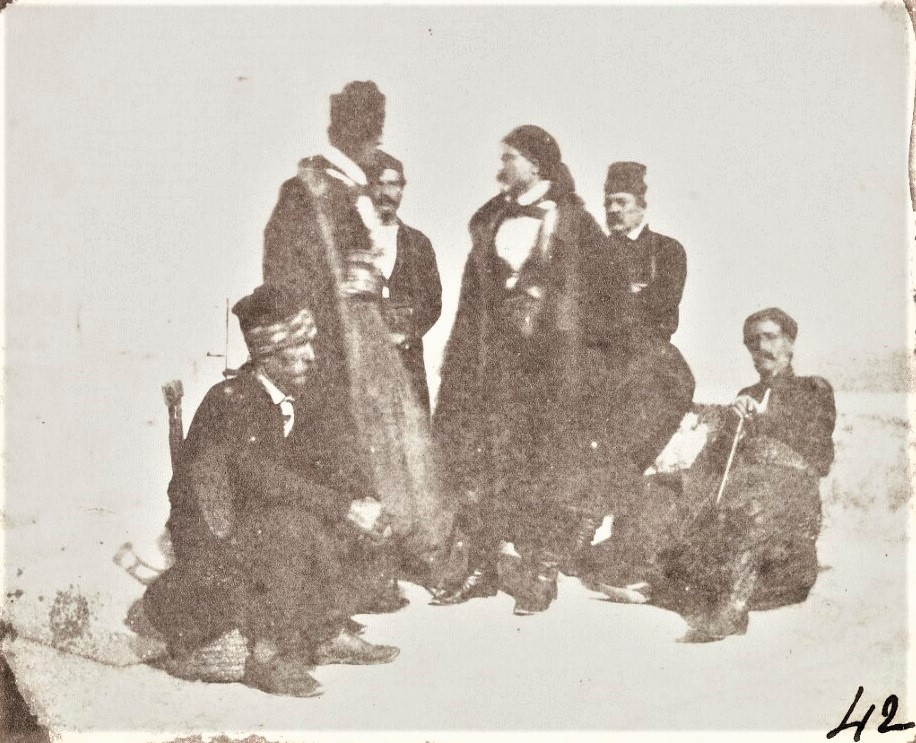
Grecy na Malcie w 1846; kalotyp autorstwa Calverta Jonesa

Rządy brytyjskie wprowadziły tolerancję dla greckich zwyczajów prawosławnych, ale katolicyzm został zachowany jako religia uprzywilejowana. Kontrowersje wybuchły w latach czterdziestych XIX wieku, kiedy greccy księża prawosławni zaczęli nosić swoje szaty liturgiczne na zewnątrz kościoła, testując starszy zwyczaj. Grecja interweniowała, aby chronić to prawo, ale pierwszy rząd Johna Russella stanął po stronie maltańskich katolików. W międzyczasie katoliccy Grecy nie wyświęcali już miejscowych księży, polegając na wysłannikach z italoalbańskiego kościoła katolickiego  . Ich dwa kościoły w Valletcie, św. Mikołaja i nowy kościół Id-Damaxxena, zostały już wtedy przydzielone do bractw łacińskich . Niektórzy Grecy dołączyli do innych wspólnot duchowych: w roku 1831 dokumenty amerykańskich kongregacjonalistów odnotowały istnienie na Malcie co najmniej jednej rodziny greckich wyznawców, z których jedna pomogła kierować wysiłkami zmierzającymi do założenia misji w Grecji.
W latach osiemdziesiątych XIX wieku Grecy z wysp przyłączyli się do maltańskiej migracji do Egiptu. Brytyjskie raporty z tego okresu twierdzą, że greccy osadnicy maltańscy w Aleksandrii często byli zaangażowani w działalność przestępczą. Kiedy bunt Orabiego dotarł do miasta w czerwcu 1882 roku, maltańscy Grecy byli jednymi z jego pierwszych ofiar (patrz Bombardowanie Aleksandrii). Są różne przykłady greckiej migracji na Maltę, w tym w latach 80. XIX wieku prawosławny Giovanni Dacoutros z Santorini założył odnoszący sukcesy biznes, który opierał się na importowanym winie greckim, podczas gdy inne rodziny imigrantów (Colombos, Grech, Marich, Sorottos itp.) zajmowały się głównie tytoniem. Brytyjski spis powszechny z 1911 roku odnotował 36 mężczyzn i 39 kobiet będących obywatelami Grecji wśród niedawnych imigrantów przybyłych do kolonii.
W 1915 roku uczony Raymond Janin nadal odnotował istnienie „małej kolonii” katolickich Greków obrządku bizantyjskiego na Malcie. Policzył tę grupę obok podobnych społeczności Griko i Arboreszy na Półwyspie Apenińskim, Cargèse i Francuskiej Afryce Północnej, szacując łączną liczba 25 000 osób. Kościół Id-Damaxxena został zwrócony Grekom w roku 1934, ale został poważnie uszkodzony podczas nalotów bombowych na Maltę . Prawosławni Grecy nadal utrzymywali kaplicę w latach pięćdziesiątych XX wieku, ale podobno nie było w niej księdza. Według duchownego katolickiego Giorgio Schirò, kwestia ta skłoniła wielu innych prawosławnych do przyłączenia się do jego wspólnoty obrządku bizantyjskiego .
Obecna liczba nie zasymilowanych Greków na Malcie zdaje się być niewielka. Według nieformalnych szacunków na rok 2012 łączna liczba Greków na Malcie wynosiła maksymalnie 20 rodzin . Społeczność prawosławna, licząca w 2010 roku około 50 osób, została przydzielona do Grecko-Prawosławnej Archidiecezji Włoch do stycznia 2021 roku, kiedy to utworzono egzarchat Malty. Katoliccy Grecy obrządku bizantyjskiego są głównie parafianami kościoła Id-Damaxxena . W 2012 roku obsługiwał go nie-grecki ksiądz, George Mifsud Montanaro, a stowarzyszony z Kościołem melchickim (Archieparchia Akki) . W lipcu 2015 roku w Valletcie protestowali członkowie wspólnot i tymczasowi migranci z Grecji, wyrażając poparcie dla ruchu przeciw oszczędnościom w Grecji.